# Tex Tone
Tex-Tone est une série de bandes dessinées de petit format publiée par l'éditeur lyonnais Impéria à partir de mai 1957. 526 numéros ont été publiés jusqu'en 1988.

## Histoire
Tex-Tone est à l'origine une traduction de la collection anglaise Cowboy Comics, parue sous le titre de Kansas Kid. Impéria publie par la suite des histoires originales avec José Maria Ortiz, Blanco Lopez ou Pedro Henares au dessin et Hervas au scénario. Ce petit format comporte des épisodes de la série du même nom Tex-Tone, associés à des épisodes d'autres séries de bande dessinée de western.
Parmi les autres auteurs d'Impéria ayant travaillé sur Tex-Tone, on trouve Rafael Méndez, Bob Leguay, Yves Mondet (dessin), Georges Gavazzi (scénario).

## Synopsis
Tex-Tone est un garçon vacher qui cherche du travail au Texas. Il est embauché au ranch de Dan Drew, double D, où il va connaître de nombreuses aventures...

## Épisodes
1. Les voleurs du rodéo, Mai 1957.
2. Les pillards de ranches, 25 mai 1957
3. Le hors la loi repenti, 10 juin 1957
4. Le bétail disparu, 25 juin 1957
5. Vainqueur de la course de chariots, 10 juillet 1957
6. Échec aux kidnappers !, 25 juillet 1957
7. La vendetta dans la vallée, 10 août 1957
8. Les pillards indiens, 25 août 1957
9. Tex Tone et ses amis indiens, 10 septembre 1957
10. Le complot du Hold-up, 25 septembre 1957